# قائمة كبار قادة الدول العربية على قيد الحياة
تسرد هذا المقالة قائمة رؤساء الدول أو رؤساء حكومات الدول العربية أعضاء الأمم المتحدة ذات السيادة حاليين أو سابقين (غالبًا ما تشغل هذه الشخصيات أحد مناصب القيادية العليا في منصب ملك أو أمير أو رئيس جمهورية أو رئيس للوزراء أو يجمع بينها) الأكبر سناً ما زالو على قيد الحياة، شهدت هذه المناصب في ظل أنظمة تعيش في محيط يشهد تطورات وتغييرات عميقة وواسعة النطاق في مختلف المجالات، لاسيما التقنية والمعلوماتية تغييرات نتاج عوامل خارجية أحدث أدت لتغير رأس السلطة في هذه الدول، مثل غزو العراق عام 2003 والإطاحة بنظام البعث فيه، أو عوامل داخلية مؤثرة ساعدت على خلق موجة التغير الربيع العربي التي اجتاحت الكثير من الدول العربية أثناءه وبعده كنتج طبيعي لتغيرات شهدها العالم في جوانب الركود الاقتصادي وتراجع المستوى المعيشي، ونتج عنها إزاحت البعض عن رأس السلطة كالرئيس التونسي زين العابدين بن علي الذي كان أول رئيس عربي تتطيح به موجة ثورات الربيع العربي في أوائل عام 2011 ، وآخرها الإطاحة بالرئيس عمر البشير من السلطة بعد 30 عاما من الحكم، بالإضافة للجانب المظلم من الثورة: الربيع العربى وتفتت الدولة والثارات تأجيج الصراعات الطائفية والتصادم السياسي الدموي الذي أدى إلى أعمال تصفية منها اغتيال البعض بطريقة شبعة وهمجية، مثل عملية مقتل معمر القذافي مهما يكن ما يزال العامل الثابت هو التأثير القوى الخارجية على معظم دول الشرق الأوسط.

## قائمة رؤساء الدول العربية
- أكبر رئيس يشغل منصب:
 محمود عباس (88 سنة)
 في الحكم من عام 2005 – حتى الان
- أكبر ملك يشغل منصب:
 سلمان بن عبد العزيز آل سعود (88 سنة) 
في الحكم من عام 2015 – حتى الان

     حاليا في منصبه
| الاسم                         | الدولة              | المنصب | تاريخ الميلاد  | العمر              | آخر تحديث  |
| ----------------------------- | ------------------- | --- | -------------- | ------------------ | ---------- |
| أحمد عصمان                    | المغرب              | رئيس الوزراء (1972–1979) | 3 يناير 1930   | 95 سنوات و112 أيام | 2018-01-10 |

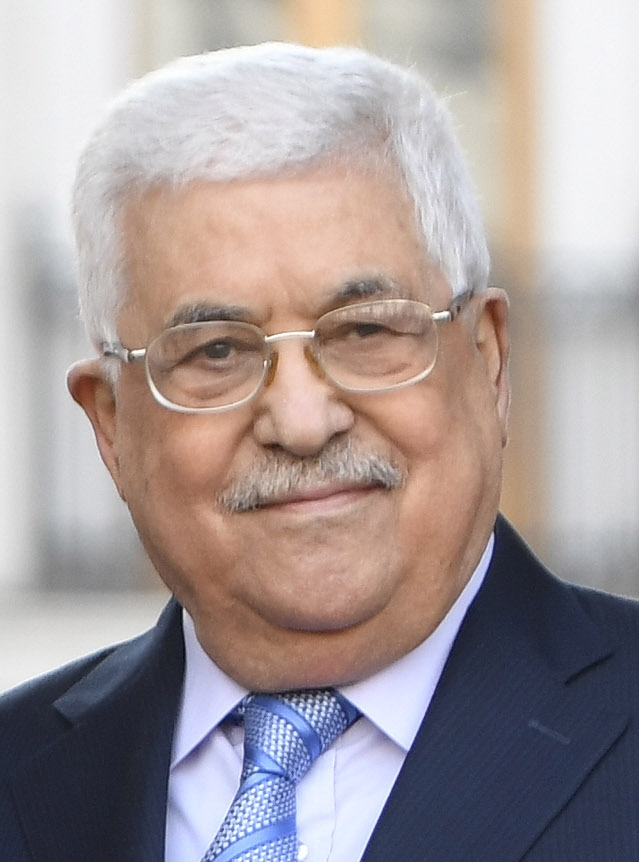
أكبر رئيس يشغل منصب: محمود عباس (88 سنة) في الحكم من عام 2005 – حتى الان
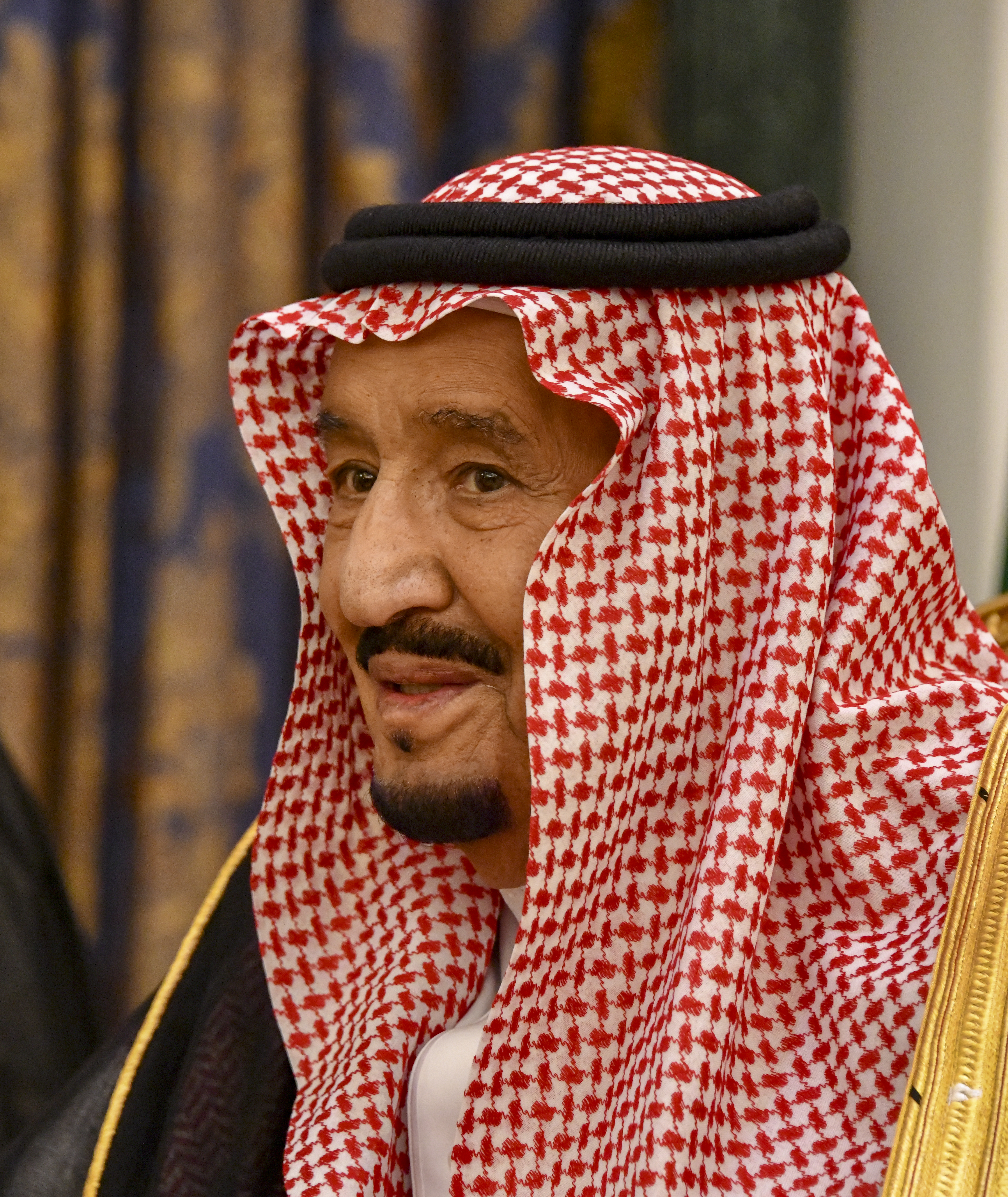
أكبر ملك يشغل منصب: سلمان بن عبد العزيز آل سعود (88 سنة) في الحكم من عام 2015 – حتى الان

| ميشال عون                     | لبنان               | رئيس وزراء لبنان (1988–1990)* رئيس الجمهورية اللبنانية (2016– 2022)                                                                      | 30 سبتمبر 1933 | 91 سنوات و207 أيام | 2019-05-04 |
| محمد باسندوة                  | اليمن               | رئيس وزراء اليمن (2011–2014) | 4 أبريل 1935   | 90 سنوات و21 أيام  |            |
| محمود عباس                    | فلسطين              | رئيس وزراء السلطة الوطنية الفلسطينية (2003) رئيس السلطة الوطنية الفلسطينية (2005– حتى الان)                                              | 15 نوفمبر 1935 | 89 سنوات و161 أيام | 2019-05-04 |
| عدنان بدران                   | الأردن              | رئيس وزراء الأردن (2005) (ثمانية أشهر و21 يومًا)                                                                                          | 15 ديسمبر 1935 | 89 سنوات و131 أيام | 2019-04-26 |
| سلمان بن عبد العزيز آل سعود   | السعودية            | ملك المملكة العربية السعودية (2015 – حتى الان)                                                                                           | 31 ديسمبر 1935 | 89 سنوات و115 أيام | 2018-11-04 |
| فؤاد معصوم                    | العراق              | رئيس جمهورية العراق (2014– 2018) | 01 يناير 1938  | 87 سنوات و114 أيام | 2014-06-25 |
| عبد الله النسور               | الأردن              | رئيس وزراء الأردن (2012 - 2016) | 20 يناير 1939  | 86 سنوات و95 أيام  | 2013-01-30 |
| عبد الرؤوف الروابدة           | الأردن              | رئيس وزراء الأردن (1999 - 2000) | 13 فبراير 1939 | 86 سنوات و71 أيام  | 2019-04-26 |
| حيدر أبو بكر العطاس           | اليمن               | رئيس وزراء جمهورية اليمن الديمقراطية الشعبية (1985–1986) رئيس جمهورية اليمن الديمقراطية الشعبية (1986–1990) رئيس وزراء اليمن (1990–1994) | 5 أبريل 1939   | 86 سنوات و20 أيام  |            |
| مشعل الأحمد الجابر الصباح     | الكويت              | أمير الكويت (2023 - حتى الان) | 27 سبتمبر 1940 | 84 سنوات و210 أيام | 2023-12-16 |
| ناصر المحمد الأحمد الصباح     | الكويت              | رئيس مجلس الوزراء (2006– 2011) | 22 ديسمبر 1940 | 84 سنوات و124 أيام | 2013-06-29 |
| فؤاد السنيورة                 | لبنان               | رئيس وزراء لبنان (2005–2009) | 19 يوليو 1943  | 81 سنوات و280 أيام | 2013-03-27 |
| عادل عبد المهدي               | العراق              | رئيس وزراء العراق (2018–2019) | 01 يناير 1944  | 81 سنوات و114 أيام | 2018-10-25 |
| عمر البشير                    | السودان             | رئيس جمهورية السودان (1989–2019) | 01 يناير 1944  | 81 سنوات و114 أيام | 2019-04-11 |
| إياد علاوي                    | العراق              | رئيس وزراء العراق (2004–2005) | 31 مايو 1944   | 80 سنوات و329 أيام | 2004-07-06 |
| عبد اللطيف رشيد               | العراق              | رئيس جمهورية العراق (2022 – حتى الان) | 10 أغسطس 1944  | 80 سنوات و258 أيام |            |
| المنصف المرزوقي               | تونس                | رئيس الجمهورية التونسية (2011–2014) | 07 يوليو 1945  | 79 سنوات و292 أيام | 2011-12-12 |
| عبد ربه منصور هادي            | اليمن               | رئيس الجمهورية اليمنية (2012–2022) | 01 سبتمبر 1945 | 79 سنوات و236 أيام | 2011-12-12 |
| عبد المجيد تبون               | الجزائر             | الوزير الأول الجزائري (2017) (شهران و22 يومًا) رئيس الجمهورية الجزائرية (ديسمبر 2019 - حتى الان)                                          | 17 نوفمبر 1945 | 79 سنوات و159 أيام | 2019-06-07 |
| نادر الذهبي                   | الأردن              | رئيس وزراء الأردن (2007 - 2009) | 07 أكتوبر 1946 | 78 سنوات و200 أيام | 2015-03-20 |
| إسماعيل عمر جيلي              | جيبوتي              | رئيس جمهورية جيبوتي (1999 – حتى الان) | 27 نوفمبر 1946 | 78 سنوات و149 أيام | 2016-04-09 |
| معروف البخيت                  | الأردن              | رئيس وزراء الأردن (2011 ; 2005 - 2007)                                                                                                   | 18 مارس 1947   | 78 سنوات و34 أيام  | 2019-03-20 |
| إبراهيم الجعفري               | العراق              | رئيس وزراء العراق (2005–2006) | 25 مارس 1947   | 78 سنوات و31 أيام  | 2006-03-28 |
| محمد بن راشد آل مكتوم         | الإمارات            | رئيس وزراء الإمارات العربية المتحدة (2006 – حتى الان)                                                                                    | 15 يوليو 1949  | 75 سنوات و284 أيام | 2012-07-15 |
| عبد الكريم الكباريتي          | الأردن              | رئيس وزراء الأردن (1996 - 1997) | 15 ديسمبر 1949 | 75 سنوات و131 أيام | 2012-11-05 |
| حمد بن عيسى بن سلمان آل خليفة | البحرين             | أمير البحرين (1999–2002) ملك البحرين (2002 – حتى الان)                                                                                   | 28 يناير 1950  | 75 سنوات و87 أيام  | 2010-12-01 |
| عون الخصاونة                  | الأردن              | رئيس وزراء الأردن (2011 - 2012) | 15 فبراير 1950 | 75 سنوات و62 أيام  | 2013-03-14 |
| نوري المالكي                  | العراق              | رئيس وزراء العراق (2006–2014) | 20 يونيو 1950  | 74 سنوات و309 أيام | 2014-08-14 |
| هاني الملقي                   | الأردن              | رئيس وزراء الأردن (2016 - 2018) | 15 أكتوبر 1950 | 74 سنوات و192 أيام | 2018-10-17 |
| حمد بن خليفة آل ثاني          | قطر                 | أمير دولة قطر (1995–2013) | 01 يناير 1952  | 73 سنوات و114 أيام | 2013-06-25 |
| فيصل الفايز                   | الأردن              | رئيس وزراء الأردن (2003 - 2005) | 22 أبريل 1952  | 73 سنوات و3 أيام   | 2019-04-26 |
| حيدر العبادي                  | العراق              | رئيس وزراء العراق (2014–2018) | 25 أبريل 1952  | 73 سنوات و0 أيام   | 2014-09-08 |
| أحمد عبيد بن دغر              | اليمن               | رئيس وزراء اليمن (2016–2018) | 2 ديسمبر 1952  | 72 سنوات و144 أيام |            |
| علي محمد مجور                 | اليمن               | رئيس وزراء اليمن (2007–2011) | 26 أبريل 1953  | 71 سنوات و364 أيام |            |
| رشاد محمد العليمي             | اليمن               | رئيس مجلس القيادة الرئاسي (2022 – حتى الان)                                                                                              | 01 يناير 1954  | 71 سنوات و114 أيام |            |
| هيثم بن طارق                  | سلطنة عمان          | سلطان عمان (2020 – حتى الان) | 13 أكتوبر 1954 | 70 سنوات و194 أيام | 2020-01-11 |
| عبد الفتاح السيسي             | جمهورية مصر العربية | رئيس جمهورية مصر العربية (2014 – حتى الان)                                                                                               | 19 نوفمبر 1954 | 70 سنوات و157 أيام | 2019-05-04 |
| نجيب ميقاتي                   | الجمهورية اللبنانية | رئيس وزراء لبنان (2021 – حتى الان) | 24 نوفمبر 1955 | 69 سنوات و152 أيام |            |
| حسن شيخ محمود                 | الصومال             | رئيس الصومال (2022 – حتى الان) | 29 نوفمبر 1955 | 69 سنوات و147 أيام |            |
| محمد ولد الغزواني             | موريتانيا           | رئيس الجمهورية الإسلامية الموريتانية (2019 – حتى الان)                                                                                   | 31 ديسمبر 1956 | 68 سنوات و115 أيام | 2019-08-01 |
| قيس سعيد                      | تونس                | رئيس الجمهورية التونسية (2019 – حتى الان)                                                                                                | 22 فبراير 1958 | 67 سنوات و62 أيام  | 2019-09-17 |
| حسان دياب                     | لبنان               | رئيس وزراء لبنان (2020 - 2021) | 6 يناير 1959   | 66 سنوات و109 أيام | 2019-12-20 |
| حمد بن جاسم بن جبر آل ثاني    | قطر                 | رئيس وزراء قطر (2007–2013) | 10 يناير 1959  | 66 سنوات و105 أيام | 2013-06-26 |
| غزالي عثماني                  | جزر القمر           | رئيس جمهورية جزر القمر (1999 –2002 ; 2002 - 2006 ; 2016 - حتى الان)                                                                      | 12 سبتمبر 1960 | 64 سنوات و225 أيام | 2016-05-01 |
| برهم صالح                     | العراق              | رئيس جمهورية العراق (2018 – 2022) | 12 سبتمبر 1960 | 64 سنوات و225 أيام | 2018-10-02 |
| محمد بن زايد آل نهيان         | الإمارات            | رئيس الإمارات العربية المتحدة (2022 – حتى الان)                                                                                          | 11 مارس 1961   | 64 سنوات و45 أيام  | 2021-10-21 |
| عبد الله الثاني بن الحسين     | الأردن              | ملك المملكة الأردنية الهاشمية (1999 – حتى الان)                                                                                          | 30 يناير 1962  | 63 سنوات و85 أيام  | 2017-02-01 |
| محمد عبد الله محمد            | الصومال             | رئيس وزراء الصومال (2010–2011) رئيس الصومال (2017– 2022)                                                                                 | 11 مارس 1962   | 63 سنوات و45 أيام  | 08-02-2017 |
| محمد السادس بن الحسن          | المملكة المغربية    | ملك المغرب (1999 – حتى الان) | 21 أغسطس 1963  | 61 سنوات و247 أيام | 2010-04-07 |
| بشار الأسد                    | سوريا               | رئيس سوريا (2000 – 2024) | 11 سبتمبر 1965 | 59 سنوات و226 أيام | 2014-06-05 |
| سمير زيد الرفاعي              | الأردن              | رئيس وزراء الأردن (2009 - 2011) | 01 يوليو 1966  | 58 سنوات و298 أيام | 2009-12-16 |
| سعد الدين الحريري             | لبنان               | رئيس وزراء لبنان (2009 –2011 ; 2016 - 2019 ; 2019)                                                                                       | 18 أبريل 1970  | 55 سنوات و7 أيام   | 2019-10-29 |
| تميم بن حمد بن خليفة آل ثاني  | قطر                 | أمير دولة قطر (2013 – حتى الان) | 03 يونيو 1980  | 44 سنوات و326 أيام | 2018-06-17 |

آخر تحديث: 14 سبتمبر 2020.

مصدر: [بحاجة لمصدر]

## الروابط الخارجية
- United Nations - قائمة رؤساء الدول ورؤساء الحكومات ووزراء الخارجية
- WorldStatesmen - موسوعة على الإنترنت لقادة الدول والأقاليم